# Adolf Dobrovolný
Adolf Dobrovolný (8. května 1864 Postoloprty – 17. ledna 1934 Praha) byl český divadelní, filmový a rozhlasový herec, dabér, hlasatel a reportér československého Radiojournalu, první pravidelný rozhlasový reportér v Československu.

## Život a dílo

### Divadelní kariéra
Narodil se v Postoloprtech u Loun, malém městečku na česko-německé jazykové hranici v Čechách, v české rodině. Vyučil se u svého otce hodináře a několik let se pak řemeslu věnoval. V 19 letech se však přidal ke kočovné divadelní společnosti, mj. působil v souboru Josefa Faltyse, a v roce 1897 začal hrát v smíchovském Švandově divadle v Praze.
V roce 1906 hostoval v roli Napoleona v inscenaci Madame Sans-Gêne v Národním divadle v Praze. V roce 1907 byl jedním ze zakládajících členů Vinohradského divadla. Roku 1910 založil měsíčník Divadelní svět a až do začátku války byl jeho šéfredaktorem. Po jejím vypuknutí odešel do Lublaně, kde v tamním Slovinské národní divadlo|Slovinském národním divadle působil postupně operetní a činoherní režisér.
V září 1917 se vrátil do Prahy, kde se stal režisérem žižkovského divadla Deklarace, které ale po dvou letech zaniklo. Pak až do roku  1923 působil jako komik a moderátor v Kabaretu Lucerna Karla Hašlera (dnešní Lucerna Music Bar) v pražském paláci Lucerna, kde s ním vystupovali i R. A. Dvorský, Ferenc Futurista a Vlasta Burian.

### Rozhlasová a filmová kariéra

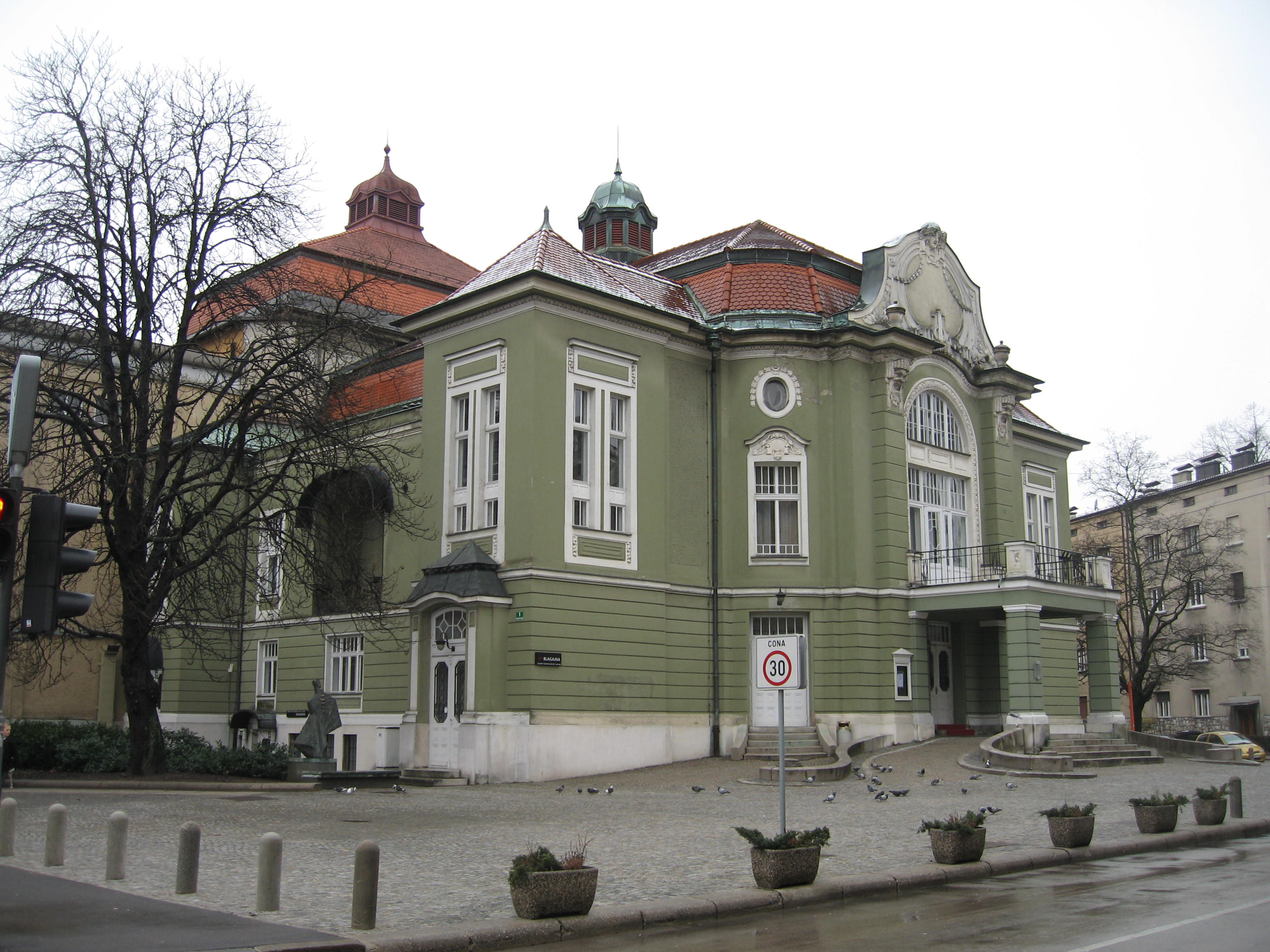
Budova Slovinského národního divadla v Lublani

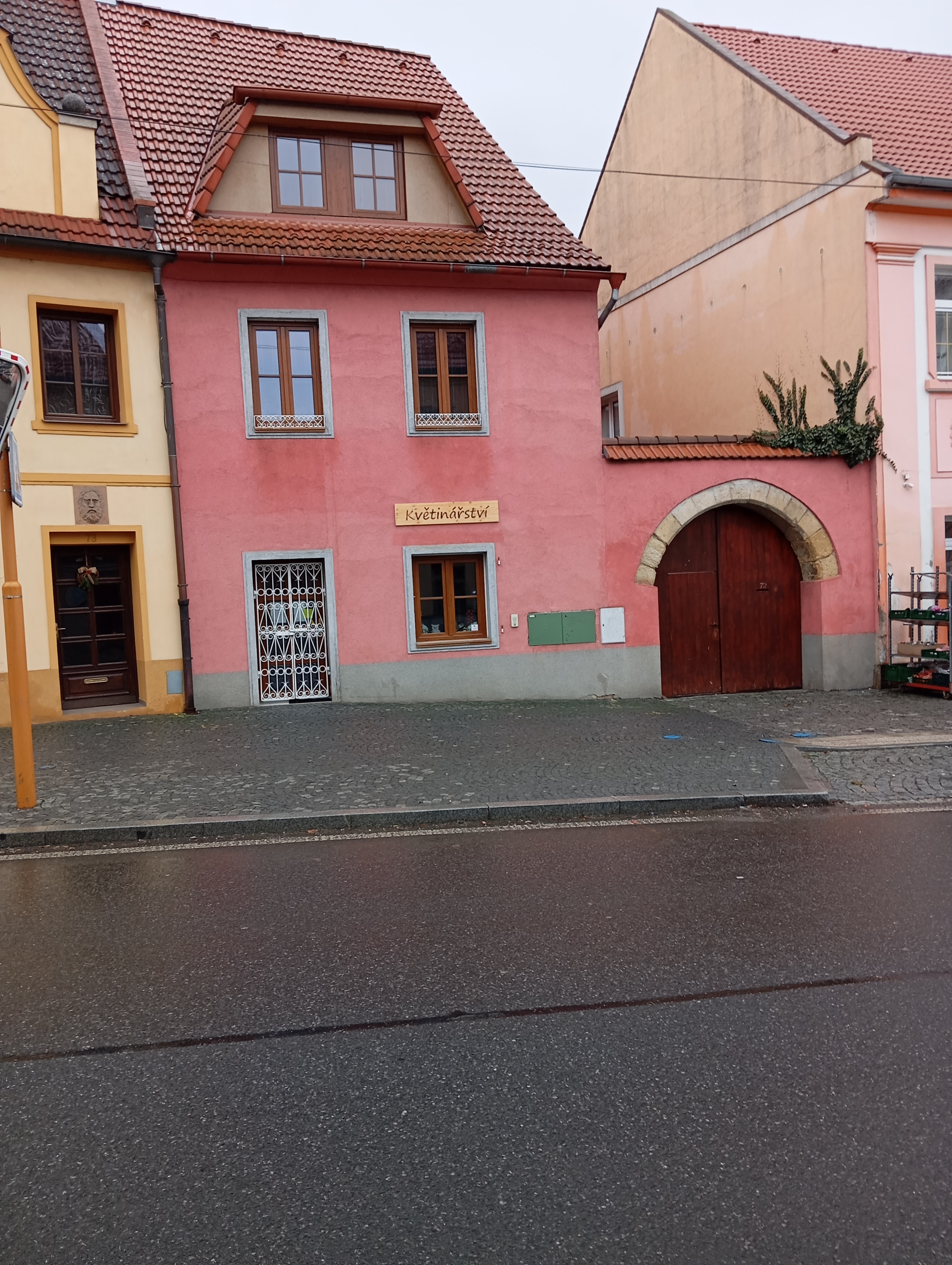
Dobrovolného rodný dům

Poslední dekádu svého života strávil prací pro Radiojournal, první československou rozhlasovou stanici založenou roku 1923. Od 17. ledna 1924 se stal jejím prvním stálým hlasatelem. V rozhlase také četl pohádky a režíroval rozhlasové hry. Dne 2. srpna 1924 komentoval Dobrovolný první živé vysílání ze sportovní události v Evropě: boxerský zápas těžké váhy mezi Františkem Růžičkou a Harrym Rocky Knightem z Velké Británie v Praze. Dobrovolný nebyl v místě zápasu, ale byl v telefonickém spojení se svědkem utkání, jehož popis tlumočil posluchačům.
Dobrovolného hlas a postava výrazná svou kulatou holou hlavou byly použity v sedmi zvukových filmech.  Největší úspěch mělo i ze zpětného pohledu Okénko z roku 1933, v němž hráli také Hugo Haas, Lída Baarová a Ladislav Pešek. Byl rovněž první, kdo daboval dokument pro českou kinematografii. Jednalo se o humoristický film z roku 1930 z prostředí zvířat od  Cherry Keartona s názvem  Dassan: An adventure in search of laughter, featuring nature's greatest little comedians (Dassan: Dobrodružství při hledání smíchu s největšími malými komiky přírody).
Oženil se se Sašou rozenou Kokoškovou (1866–1942), divadelní a filmovou herečkou. Její filmografie obsahuje na čtyřicet filmů, až na jednu výjimku němých. Adolf Dobrovolný zemřel 17. ledna 1934 v Praze ve věku 69 let. Byl pohřben na Olšanských hřbitovech.